# Protector of Aborigines
De Protector of Aborigines was een officieel benoemde gezagsdrager tijdens het koloniale tijdperk in Australië die de rechten van Aboriginals moest beschermen en hun belangen moest behartigen. Hij kreeg hiertoe omvangrijke rechten toebedeeld. Zuid-Australië was de eerste kolonie met een Protector of Aborigines. Op aanbeveling van het Britse Parliamentary Select Committee on Aboriginal Tribes dat in 1838 een parlementair onderzoek instelde naar Aboriginalstammen, werden er ook in de andere koloniën protectors benoemd.

## Taken
In de eerste helft van de 19e eeuw hadden de protectors hoofdzakelijk tot taak om Aboriginals te beschermen tegen het geweld aan het pioniersfront en hun rechten te beschermen. In 1869 voerde Victoria als eerste een zogenoemde Protection Act in. De titel van de wet, An Act To provide for the Protection and Management of the Aboriginal Natives of Victoria, toont een verschuiving aan in de taken van protectors. Het ging niet meer alleen om beschermen, maar ook om beheersen. In de volgende jaren werden in de andere Australische staten vergelijkbare wetten ingevoerd.
De wetten maakten het mogelijk om de bewegingsvrijheid van Aboriginals te beperken en ze naar reservaten te verplaatsen. Ze gaven protectors en speciale, in het kader van de wet opgerichte Protection Boards, vergaande rechten om kinderen bij hun ouders weg te halen en ze onder staatstoezicht te plaatsen. Ook konden protectors bepalen met wie Aboriginals wel of niet mochten trouwen en onder welke voorwaarden en aan wie ze als arbeidskrachten werden toegewezen. Het geld dat Aboriginals verdienden werd door de protector of door andere autoriteiten beheerd en vaak maar gedeeltelijk of helemaal niet uitbetaald. Er wordt in dit kader wel gesproken over stolen wages (gestolen lonen).
In 2016 startte Hans Pearson in Queensland een collectieve rechtszaak, waarin hij en andere gedupeerden schadevergoeding eisten voor niet-ontvangen loon. Het kwam tot een vergelijk met de regering van Queensland, die 190 miljoen Australische dollars betaalde. In 2020 en 2021 volgden er collectieve rechtszaken in West-Australië en het Noordelijk Territorium.
Vanaf de jaren twintig van de 20e eeuw werd protectie als Aboriginalbeleid gaandeweg afgelost door assimilatie. De protectiewetten werden deels vervangen door assimilatiewetten. De veranderde aanpak kwam tot uitdrukking in de nieuwe namen die de verantwoordelijke personen en instanties in een aantal staten kregen. Zo werd de Chief Protector in West-Australië vanaf 1936 Commissioner of Native Affairs genoemd, terwijl de Protection Board in New South Wales voortaan Welfare Board heette.

## Bekende protectors

### George Augustus Robinson

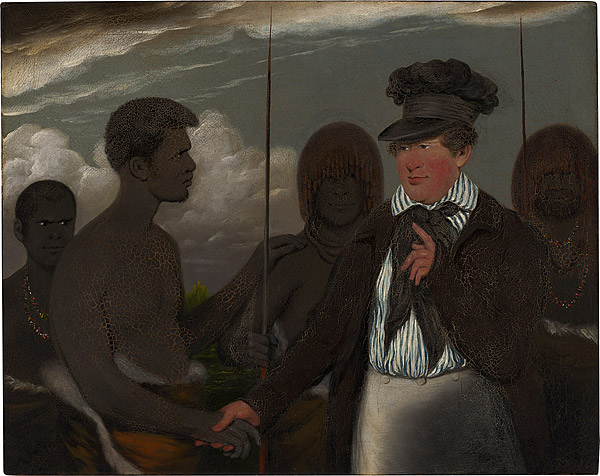
George Augustus Robinson met Tasmaanse Aboriginals

George Augustus Robinson was van 1839 tot 1849 de Chief Protector van het Port Phillip District, de huidige staat Victoria. Hij was een gelovige man die zich in zijn vrije tijd bezighield met humanitaire en religieuze kwesties. In 1824 arriveerde hij vanuit Engeland in Tasmanië, waar de lokale Aboriginalbevolking toen al sterk was gedecimeerd door Europese kolonisten.
Zijn belangrijkste doelen waren de Aboriginals te civiliseren en te christianiseren, maar hij had daarbij weinig succes. Tijdens zijn tochten over het eiland, raakte hij bevriend met de jonge Aboriginalvrouw Trucanini. Via haar wist hij andere Aboriginals over te halen met hem mee naar Flinderseiland te gaan, waar hij hen een veilige omgeving beloofde. De boerengemeenschap die hij daar wilde opbouwen, bleef een utopie. Toen hij in 1839 tot Chief Protector van Port Phillip werd benoemd, liet hij Trucanini en haar metgezellen achter op het eiland, waar ze langzaam wegkwijnden.
Als Chief Protector was hij niet bijzonder succesvol. Anders dan in Tasmanië, waar Trucanini en haar metgezellen nauwelijks een andere keuze hadden dan Robinson te volgen, sloegen zijn methodes in het Port Phillip District niet aan. Toen het District in 1849 werd opgeheven, ging Robinson terug naar Engeland.
Robinson is een controversiële figuur in de Australische geschiedenis. Hij had in eerste instantie goede intenties en probeerde vrede te stichten tussen de kolonisten en de oorspronkelijke bewoners, wat hem de bijnaam Great Conciliator (grote verzoener) opleverde.

### Archibald Meston

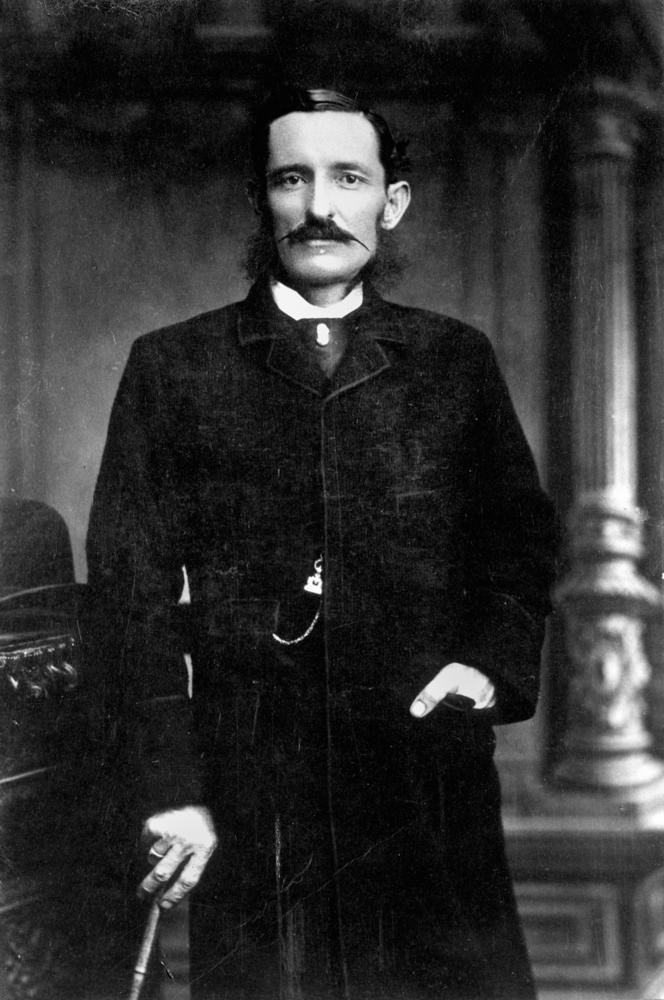
Archibald Meston

Archibald Meston was een politicus, journalist en ontdekker uit Queensland. In 1894 werd hij gevraagd om aanbevelingen te doen om de situatie van Aboriginals in Queensland te verbeteren. Sommige van zijn ideeën werden in 1897 overgenomen in de protectiewet van Queensland,  de Aboriginals Protection and Restriction of the Sale of Opium Act. Van 1898 tot 1903 was hij de Protector of Aboriginals in Zuid-Queensland. 
Meston wordt door historici als controversieel gezien. Enerzijds uitte hij veel kritiek op de manier waarop er met Aboriginals werd omgegaan, ook tegenover missionarissen. Hij veroordeelde bijvoorbeeld het uitdelen van voedsel aan de Aboriginals van Mapoon en Weipa, omdat deze hierdoor hun eigen jachtactiviteiten opgaven. Meston was ervan overtuigd dat ze alleen beschermd dienden te worden op locaties waar ze met Europeanen in aanraking waren gekomen en daardoor niet meer zelfvoorzienend konden leven. Voor het overige dienden ze volgens hem met rust te worden gelaten.
Ook rapporteerde hij allerlei misstanden. In 1896 schreef hij aan de overheid dat er parelvissers waren die:
‘(...) zwarten aan boord lokten, hen als slaven lieten werken, hen als honden behandelden en hen ten slotte alleen op een rif achterlieten, of hen neerschoten, of hen ver van huis op een vreemd deel van de kust afzetten, waar ze met zekerheid door de eerste de beste stam zouden worden vermoord.’ 
Anderzijds exploiteerde hij Aboriginals voor zijn Wild Australia-shows die veel weg hadden van een etnologische tentoonstelling. In de shows liet hij mannen, vrouwen en kinderen het traditionele leven naspelen.

### Auber Octavius Neville

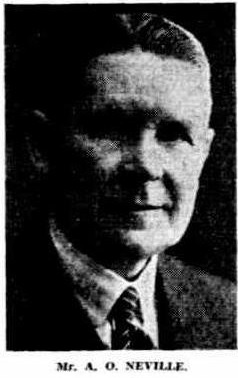

Auber Octavius Neville was van 1915 tot 1936 Chief Protector van West-Australië. Daarna werd hij Commissioner of Native Affairs. Dit was feitelijk een andere naam voor dezelfde functie. Neville beschouwde blanken als superieur en stond bekend om zijn paternalisme. Ook was hij een voorstander van het wegkweken van de donkere huidskleur van Aboriginals. Tijdens een conferentie over assimilatie stelde hij ooit de vraag:
‘Are we going to have one million blacks in the Commonwealth or are we going to merge them into our white community and eventually forget that there were any Aborigines in Australia?’ (Staan we toe dat er een populatie van 1.000.000 zwarten in het Gemenebest ontstaat of laten we ze opgaan in de blanke samenleving, zodat we uiteindelijk kunnen vergeten dat er ooit aboriginals in Australië waren?)
Hij was verantwoordelijk voor het weghalen van talloze kinderen bij hun families, de latere Gestolen generaties. Ook speelde hij een belangrijke rol bij de oprichting van het kindertehuis Moore River Native Settlement nabij het huidige Perth. Hier wilde hij zijn visie van volledige assimilatie realiseren. De plek stond bekend om zijn strenge regime en jammerlijke accommodaties. Twee commissies bevestigden de slechte omstandigheden tijdens hun onderzoeken naar aanleiding van geruchten die er over Moore River de ronde deden. Neville reageerde als volgt op de aantijgingen:
 ‘Het pad van een man in de positie van Chief Protector is bezaaid met moeilijkheden, waarvan sommige zelfs worden veroorzaakt door goedbedoelende en misleide mensen die denken dat ze de aboriginals begrijpen. Vooral de halfbloed is altijd moeilijk te behandelen en het vereist jaren ervaring om hem te begrijpen. Hij toont geen dankbaarheid en hij die vandaag iemand beledigt, vraagt morgen in alle rust om een gunst. Het zijn nukkige schepsels die, zoals ik al eerder heb gezegd, tot op zekere hoogte moeten worden beschermd en getuchtigd in weerwil van zichzelf en voor hun eigen bestwil en die van ons.’
In 1940 eindigde zijn carrière als protector.
Neville werd geportretteerd in de speelfilm Rabbit-Proof Fence.